# درازن بيتروفيتش
درازن بيتروفيتش (بالكرواتية: Dražen Petrović) مواليد 22 أكتوبر 1964 في شيبينيك، جمهورية كرواتيا الاشتراكية، جمهورية يوغوسلافيا الاشتراكية الاتحادية - الوفاة 7 يونيو 1993، كان لاعب كرة سلة كرواتي بدأ مسيرته الاحترافية في سنة 1979. بلغ طوله 6 قدم 5 بوصة (2.0 م). مثّل منتخب بلاده. شارك في مسابقة كرة السلة في الألعاب الأولمبية الصيفية. توفي في سن الثامنة والعشرين إثر حادث تعرض له، ودُفن في مقبرة ميروغوي في العاصمة الكرواتية زغرب.

## معرض صور

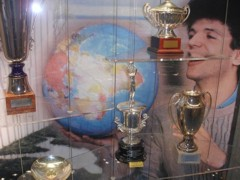
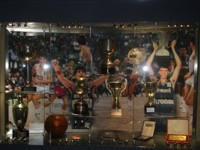
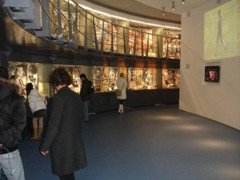
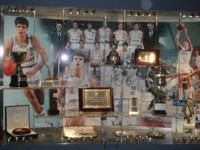
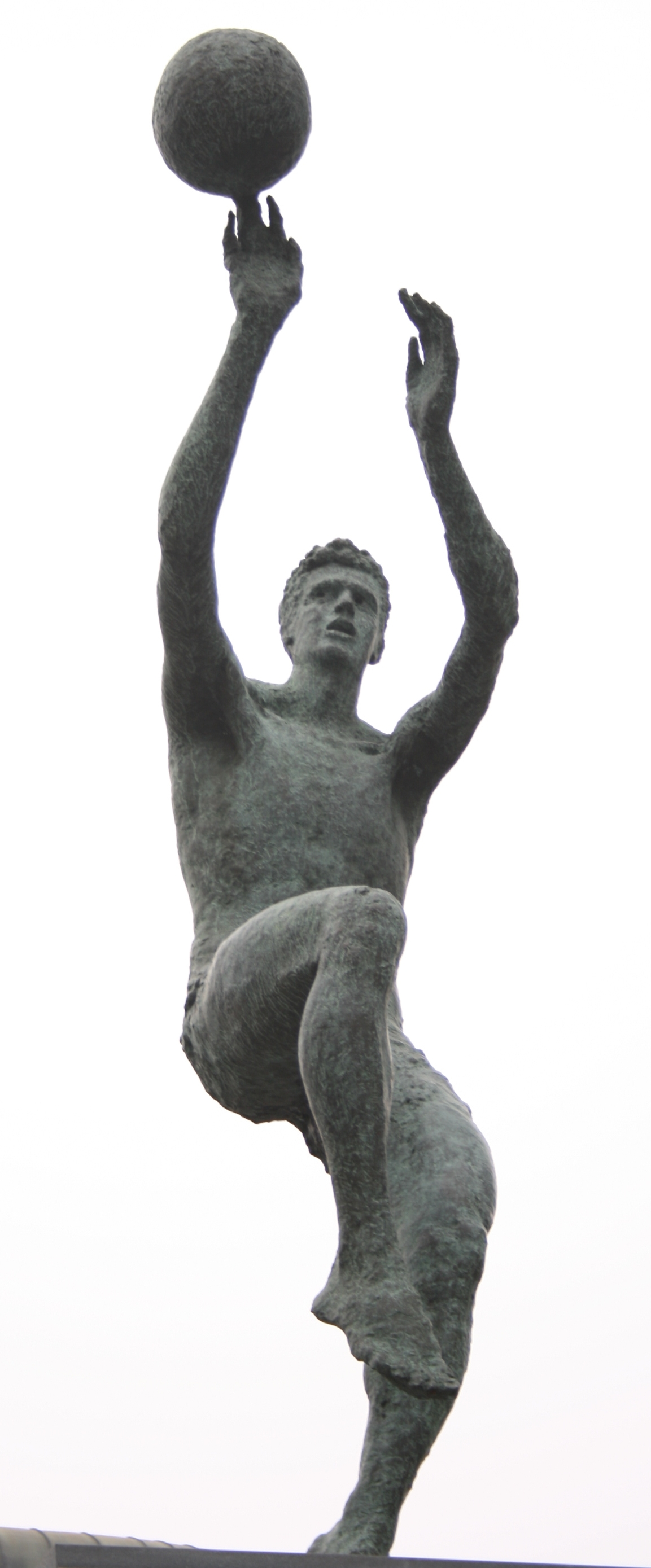

## فرق لعب لها
- ريال مدريد بالونكيستو
- بورتلاند ترايل بلايزرز
- بروكلين نتس

## الميداليات
| الميدالية | المسابقة                         |
| --------- | -------------------------------- |
| برونزية   | بطولة كأس العالم لكرة السلة 1986 |
| ذهبية     | بطولة كأس العالم لكرة السلة 1990 |
| برونزية   | بطولة أمم أوروبا لكرة السلة 1987 |
| ذهبية     | بطولة أمم أوروبا لكرة السلة 1989 |

## روابط خارجية
- درازن بيتروفيتش على موقع الاتحاد الدولي لكرة السلة (الإنجليزية)
- درازن بيتروفيتش على موقع الاتحاد الدولي لكرة السلة (الإنجليزية)
- درازن بيتروفيتش على موقع إن بي أي (الإنجليزية)
- درازن بيتروفيتش على موقع سبورتس رفرنس (الإنجليزية)
- درازن بيتروفيتش على موقع الدوري الإسباني لكرة السلة (الإسبانية)
- درازن بيتروفيتش على موقع كرة السلة الأوروبية.كوم (الإنجليزية)
- درازن بيتروفيتش على موقع DraftExpress.com (الإنجليزية)
- درازن بيتروفيتش على موقع ريلجم (الإنجليزية)
- درازن بيتروفيتش على موقع بروبوليرز (الإنجليزية)
- درازن بيتروفيتش على موقع سبورتس رفرنس (الإنجليزية)